# بقع كوبليك

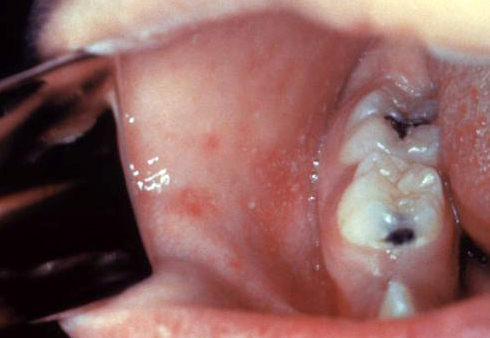
الحصبة

بقع كوبليك (بالإنجليزية: Koplik's spots)‏ هي بادرة طفح مخاطي فيروسي للحصبة يظهر قبل طفح الحصبة بيومين أو ثلاثة. تتصف بأنها عنقودية، الآفات البيضاء على مخاطية الوجنة (مقابل الرحى السفلى الأولى والثانية) وهي تشخيصية للحصبة. تصف الكتب بقع كوبليك على أنها آفات مخاطية متقرحة تتميز بالنخر (necrosis)، الإفرازات المتعادلة (neutrophilic exudate) واتساع الأوعية الدموية (neovascularization). تم وصفها بأنها تشبه «حبيبات ملح على خلفية رطبة»، وعادة تختفي حين يبدأ الطفح البقعي بالظهور. وكما هي مهمة في التشخيص هي مهمة في السيطرة على تفشي المرض. مظهرهم في البداية يساهم في التشخيص بالتالي يمكن قبل أن يصل المرض لأعلى درجة في العدوى يمكن عزل المصاب بالتالي التحكم في هذا المرض شديد العدوى.
جين إندرز الحاصل على جائزة نوبل، وتوماس بيبليز وهما أول من عزلا فيروس الحصبة كانا حريصين على تجميع عيناتها من المرضى الذين يظهرون بقع كوبليك.

## تاريخيًا
بقع كوبليك سميت هكذا نسبة لهنري كوبليك (1858-1927) وهو طبيب أطفال أمريكي، والذي نشر وصف قصير لهذه البقع عام 1896 مؤكدًا مظهرهم قبل طفح الجلد وأهميتهم في التشخيص المتباين للأمراض من حيث إمكانية الإخطاء في تشخيص الحصبة. أصدر مقالتين عن البقع، متضمنة رسم توضيحي ملون. أشار مراجع مجهول لكتاب كوبليك أمراض الرضع والأطفال (The Diseases of Infancy and Childhood) إلى الرسم الإيضاحي بأنه «اللوحة الملونة الشهيرة احاليًا».
نسب الكاتب أول وصف كتابي لهذه البقع لريبولد، فوتسبورغ 1854 (Reubold, Würzburg)، وآخرون ليوهان أندرياس موراي (1740-1791) (Johann Andreas Murray). قبل كوبليك توصل كل من الطبيب الألماني كارل جاكوب أدولف كريستيان جيرهارد (1833-1902) (Carl Jakob Adolf Christian Gerhardt) عام 1874، والطبيب الدنماركي فلنت (N. Flindt) عام 1879، والروس نيل فيلاتوف (1897-1902) (Nil Filatov) عام 1895 إلى ظاهرة معادلة. كوبليك كان على علم بعمل فيلاتوف، ولأن دليله كان غير كافٍ كانت الأولوية لرفض ما قدمه.

## مواضيع للقراءة
- Steichen، O؛ Dautheville, S (3 مارس 2009). "Koplik spots in early measles". CMAJ : Canadian Medical Association. ج. 180 ع. 5: 583. DOI:10.1503/cmaj.080724. PMC:2645467. PMID:19255085.